# Pogoni
Pogoni (gr. Δήμος Πωγωνίου, Dimos Pogoniu) – gmina w Grecji, w administracji zdecentralizowanej Epir-Macedonia Zachodnia, w regionie Epir, w jednostce regionalnej Janina. W 2011 roku liczyła 8960 mieszkańców. Powstała 1 stycznia 2011 roku w wyniku połączenia dotychczasowych gmin: Kalpaki, Delwinaki i Ano Pogoni oraz wspólnot Pogoniani i Lawdani. Siedzibą gminy jest Kalpaki, a historyczną siedzibą jest Delwinaki.